# Adrian Hardy Haworth
Adrian Hardy Haworth, född 19 april 1767 i Kingston upon Hull, död 24 augusti 1833 i Chelsea, var en engelsk entomolog, botaniker och karcinolog.

## Biografi
Haworth var son till Benjamin Haworth av Haworth Hall. Han fick privatundervisning för en karriär inom juridik, men hade lite intresse för det. Efter det att han ärvt egendomen efter sina föräldrar ägnade han all sin tid åt naturhistoria.
År 1792 bosatte han sig i Little Chelsea, en småby utanför London (småbyn uppgick i Chelsea när staden under 1800-talet bredde ut sig). Här mötte han naturhistorikern William Jones som han influerades mycket av. Han blev medlem i Linnean Society of London 1798. Hans forskningsarbete blev hjälp av att han fick använda det bibliotek och herbarium som tillhörde hans vän Joseph Banks. Han besökte dessutom regelbundet Royal Botanic Gardens, Kew.
Haworth var författare till Lepidoptera Britannica (1803–1828), det mest auktoritära verket om brittiska fjärilar tills Henry Tibbats Staintons verk Manual of British Butterflies and Moths gavs ut 1857. 
Han namngav 22 nya släkten av fjärilar.
Han var också carcinolog och namngav kräftdjur, speciellt äkta räkor. Till de kräftdjur han namngav hör exempelvis:
- Ordningen Mysida Haworth, 1825
- Familjen Mysidae Haworth, 1825
- Överfamiljen Pandaloidea Haworth, 1825
- Familjen Pandalidae Haworth, 1825
- Överfamiljen Crangonoidea Haworth, 1825
- Familjen Crangonidae Haworth, 1825
- Familjen Porcellanidae Haworth, 1825

Inom botanik är Haworths auktorsförkortning Haw. när auktorsnamn anges för vetenskapligt namn.

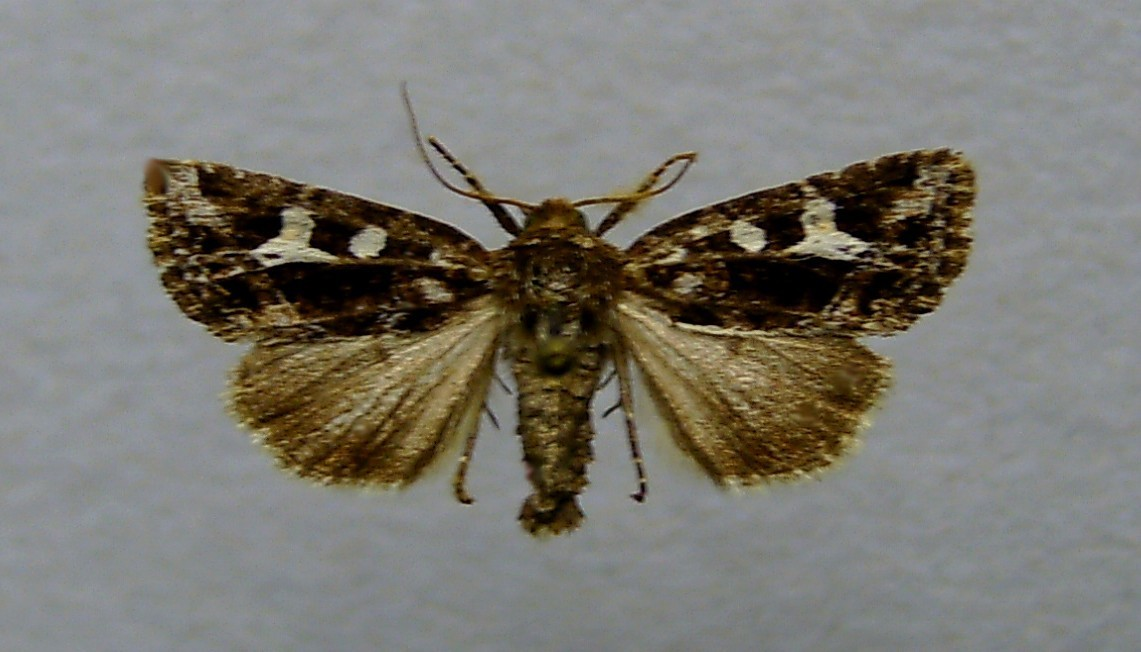
Celaena haworthii (Svartvitt kärrfly).

Den brittiska entomologen John Curtis namngav en fjäril i familjen nattflyn (Noctuidae) efter Haworth för att hedra honom, Celaena haworthii. Botanikern Henri August Duval namngav växtsläktet Haworthia efter honom. 
År 1812 skrev Haworth den första artikeln i första volymen av Transactions of the Entomological Society of London, en översyn av tidigare verk om brittiska insekter. 1833 gav han sitt stöd till bildandet av det som skulle bli Royal Entomological Society. Han var medlem av Royal Horticultural Society och Linnean Society of London.

## Verk i urval
- Synopsis Plantarum Succulentarum (London, 1812)
- Saxifragearum enumeratio (London, 1821)
- Lepidoptera Britannica (1803-1828)
- Observations on the Genus Mesembryanthemum (London, 1794)